# Майкл Морпурго
Сер Майкл Ендрю Брідж Морпурго (англ. Michael Andrew Bridge Morpurgo; уроджений Брідж; нар. 5 жовтня 1943, Сент-Олбанс, Гартфоршир, Англія) — англійський автор книг, поет, драматург і лібретист, найбільш знаний своїми дитячими романами, зокрема «Бойовий кінь» (1982). Його роботам притаманна «магічна оповідь», повторювані теми, як-от тріумф чужинця чи виживання, стосунки персонажів з природою та яскраві місця дії, серед них узбережжя Корнуоллу чи Перша світова війна. Морпурго став третім Дитячим лауреатом у 2003—2005 роках — престижної британської посади. Він — президент BookTrust, найбільшої у Великій Британії благодійної організації дитячого читання.

## Ранні роки
Морпурго народився у 1943 році у Сент-Олбансі, Гартфордшир як Майкл Ендрю Брідж, став другою дитиною в акторській сім'ї Тоні Ван Бріджа та Кіппе Каммартс (уроджена Кетрін Ноель Кіппе Каммартс, дочка письменниці та поетеси Еміль Каммартс). Батьки, випускники КАДМ, познайомилися у 1938 році, коли виступали в одній репертуарній трупі. Батько походив з робітничої сім'ї, а Кіппе — з сім'ї акторів, оперного співака, письменників і поетів. Вони одружилися у 1941 році, коли Ван Брідж, якого призвали в армію у 1939 році і на той час перебував у Шотландії, був у відпустці. Брат Морпурго Пітер народився у 1942 році. Наступного року народився Майкл, тоді батько перебував у Багдаді. Поки Ван Брідж був на війні, Кіппе Каммартс зустріла Джека Морпурго (згодом професор американської літератури в Університеті Лідса у 1969—1982 роках). Після повернення Ван Бріджа до Англії у 1946 році, він і Каммертс розлучилися, і того ж року Каммертс одружилася з Джеком Морпурго. Хоча Морпугро офіційно не усиновлював дітей від попереднього шлюбу дружини, хлопчики взяли прізвище вітчима. Старший брат Морпурго, Пітер, працював телепродюсером і режисером BBC. У нього є двоє молодших суродженців, Марк і Кей. Мати Морпурго була кволою: вона зазнала зриву у 19 років, і все життя тужила за братом Пітером, який загинув на війні у 1941 році.
Під час війни зовсім маленьких братів Морпурго евакуювали до Нортумберленду. Після повернення до Лондона сім'я жила у Філбіч-Гарденс, Ерлз-Корт, де діти гралися у бомбосховищах. Морпурго навчався у початковій школі у Сент-Матіас, Ерлз-Корт. Пізніше родина переїхала до Бредвелл-он-Сі в Ессексі. Семирічного Морпурго зарахували до школи-інтернату у Сассексі, а під час шкільних канікул він жив з сім'єю. Школа була дуже суворою і хлопців часто били. У цей період у Морпурго розвинулося заїкання. Його нещасливий досвід у школі-інтернаті, згодом став основою для роману «Лев-метелик». Після шести років в Аббатській школі в Ашерст-Вуді Морпурго вступив до незалежної Королівської школи у Кентербері, Кент, де відчував меншу тугу за домом, ніж у попередній школі.
До 19 років Морпурго не знав хто його біологічний батько. Після розлучення з матір'ю Майкл Ван Брідж емігрував до Канади, і про нього ніколи не говорили. Морпурго ніколи не бачив зображення батька, аж поки, дивлячись з матір'ю версію «Великих сподівань» 1962 року по телевізору, вона впізнала Ван Бріджа у ролі Меґвіча й сказала сину: «Це твій батько!». Вони зустрілися особисто через дев'ять років.
Вітчим Морпурго не заохочував синів і був розчарований тим, що вони не виправдали його очікувань займатися наукою. Він називав Майкла «ведмедем з дуже маленьким розумом». Вітчим вирішив, що він повинен піти в армію, і Морпурго вступив до Королівської військової академії у Сандгерсті. Юнак швидко зрозумів, що солдатське життя не для нього, і кинув навчання через дев'ять місяців.
Пізніше Морпурго пішов вчитися у Кінгс-коледж, де вивчав англійську, французьку мови та філософію і закінчив з третім ступенем. Потім працював вчителем у початковій школі у Кентербері, Кент. У 1968 році він також недовго викладав в одній зі шкіл у Кембриджі.

## Кар'єра

### Від викладання до написання романів
Лише під час викладання у Кенті Морпурго зрозумів своє покликання, про яке він пізніше сказав: «Я бачив, що в цьому є магія для них, і зрозумів, що в цьому є магія для мене».
На письменницьку кар'єру Морпурго надихнули «Поезія у створенні» Теда Г'юза, «Біла гуска» Пола Гелліко та «Старий і море» Ернеста Хемінгуея. Г'юз й інший поет, Шон Рафферті, мали вплив на його кар'єру, а Г'юз став другом, наставником і сусідом. Морпурго відзначав, що Г'юз і Рафферті дали йому впевненість у написанні «Бойового коня», його найуспішнішого твору.

### Доробок
Морпурго є автором низки книг, зокрема:
- All Around the Year (з Тедом Г'юзом) (1979)
- The Nine Lives of Montezuma (1980)
- Бойовий кінь (1982)
- Лисенята (1984)
- Why the Whales Came (1985)
- Король хмарних лісів (1987)
- Mossop's Last Chance (з Шу Рейнером) (1988)
- В очікуванні Ані (1990)
- Затонулий Занзібар (1995)
- Лев-метелик (1996)
- хлопчик з ферми (1999)
- Королівство Кенсуке (1999)
- Біллі Кід (2000)
- Sleeping Sword (2002)[31]
- Рядовий Пісфул (2003)
- Sir Gawain and the Green Knight (2004)[32]
- The Orchard Book of Aesop's Fables (2004), illustrated by Emma Chichester Clark[33]
- War: Stories of Conflict (compiler) (2005)[34]
- Alone on a Wide, Wide Sea (2006)
- Беовульф (2006), ілюстрації Майкла Формана
- Running Wild (2009)[35]
- The Kites Are Flying! (2009)[36]
- Not Bad for a Bad Lad (2010)[37]
- Тінь (2010)[38]
- Маленький Манфред (2011)[39]
- The Pied Piper of Hamelin (2011)[40]
- Sparrow: The True Story of Joan of Arc (2012)[41]
- Outlaw: The Story of Robin Hood (2012)[42]
- Homecoming (2012)[43]
- Where My Wellies Take Me (with Clare Morpurgo) (2012)[44]
- Медаль для Лероя (2012)[45]
- Красуня та Чудовисько (2013)[45]
- The Castle in the Field — Little Gems (2013)[46]
- Пінокіо від Пінокіо (2013)[45]
- The Goose is Getting Fat (2013)[47]
- All I Said Was (2014)[48]
- Half a Man (2014)[49]
- Listen to the Moon (2014)[50]
- Mini Kid (2014)[51]
- Such Stuff: A Story-Maker's Inspiration (2016)[52]
- The Fox and the Ghost King (The Timeless Tale of an Impossible Dream) (2016)[53]
- An Eagle in the Snow (2016)[54]
- Greatest Magical Stories (2017)[55]
- Lucky Button (2017)[56]
- Toto: The Dog-gone Amazing Story of the Wizard of Oz (2017)[57]
- Flamingo Boy (2018)[58]
- In The Mouth of the Wolf (2018)[59]
- The Day the World Stopped Turning (2019)[60]
- Дідусь Різдва (2020)[61]
- A Song of Gladness (2021)[62]
- The Puffin Keeper (2021)[63]
- When Fishes Flew: The Story of Elena's War (2021)[64]
- Carnival of the Animals (2021)[65]
- Flying Scotsman and the Best Birthday Ever (2022)[66]

### Адаптації
У 2006 році композитор Стівен Макнефф і лібретист Майк Кенні створили оперу «Лагідний велетень» для Королівського оперного театру. Були зняті кіноверсії «Друг чи ворог» (1981), «Рядовий Пісфул» (2012) і «Коли з'явились кити» (1989), останній також адаптовано у сценічну п'єсу. «Мій друг Волтер» (1988), «Пурпурові пінгвіни» (2000) і «З попелу» (2001) були адаптовані для телебачення.
Композитор Стівен Барлоу створив музичну адаптацію «Веселкового ведмедя», яку читає його дружина Джоанна Ламлі. У серпні 2010 року Національний молодіжний балет Великої Британії поставив балетну версію цієї адаптації.
Роман «Бойовий кінь» отримав кілька адаптацій, зокрема радіопередача та п'єса Ніка Стаффорда, прем'єра якої відбулася у Національному театрі Лондона 17 жовтня 2007 року. Маріонеток коней в натуральну величину для вистави розробила та виготовила лялькова компанія Handspring з Південної Африки. У 2007 році вистава отримала дві нагороди премії Олів'є. Спочатку передбачалося, що шоу триватиме 16 тижнів, але 28 березня 2009 року через великий попит перенесено у Нью-лондонський театр у Вест-Енді. Виставу скасували лише через вісім років, її переглянули 2,7 мільйона глядачів у Лондоні та 7 мільйонів у всьому світі. Вона стала найуспішнішою виставою Національного театру.
15 березня 2011 року відбулася прем'єра бродвейської версії у театрі Вів'єн Бомонт. Вистава отримала п'ять нагород Тоні, включно з найкращою виставою. Відбулось кілька турів Великою Британією, а також ставилася в Австралії, Канаді, Китаї, Німеччині та Нідерландах. За межами Великої Британії виставу побачили сім мільйонів глядачів.
У 2011 році вийшла однойменна кіноадаптація сценаристів Лі Голла та Річарда Кертіса поставлена британським режисером Стівеном Спілбергом. Фільм отримав численні номінації на низку премій, зокрема шість премій «Оскар» і п'ять BAFTA.
У 2020 році «В очікуванні Ані» адаптовано в однойменний фільм.

### Сприйняття та вплив
Морпурго видав 30 книг у HarperCollins і продав понад 35 мільйонів примірників по всьому світу.
Вебсайт Reading Matters називає «Королівство Кенсуке» Морпурго 1999 року «Тихо розказаною історією, але забагато драми й емоцій».
«Ґардіан» описує роман 2003 року для дітей старшого віку «Рядовий Пісфул» як «гуманістичний і гуманний твір».

### Дитячий лауреат
Морпурго та Г'юз, тодішній поет-лауреат, ініціювали заснування Дитячого лауреата. Морпурго став третім лауреатом у 2003 - 2005 роках.

### Літературні нагороди та премії
Шорт-лист
- 1991: Медаль Карнегі В очікуванні Ані
- 1995: Медаль Карнегі: Артур, Верховний Король Великої Британії
- 1996: Медаль Карнегі Затонулий Занзібар
- 2002: Премія В. Г. Сміта за дитячу літературу: З попелу
- 2003: Книжкова премія Blue Peter Книга, від якої я не міг відірватися: круто!
- 2003: Медаль Карнегі: Рядовий Пісфул
- 2004 Дитяча книжкова премія Whitbread: Рядовий Пісфул
- 2012: Книжкова премія Bippo
- 2010: Deutscher Jugendliteraturpreis (Німецька молодіжна літературна премія) : Warten auf Anya (В очікуванні Ані)
- 2014: Дитяча книжкова премія Costa Listen to the Moon

Нагороди
- 1993: Prix Sorcières (Франція): Король хмарних лісів
- 1995: Дитяча книжкова премія Whitbread: Затонулий Занзібар
- 1996: Nestlé Smarties Book Prize (золота нагорода): Лев-метелик
- 1999: Prix Sorcières (Франція): Wombat Goes Walkabout
- 2000: Дитяча книжкова премія Red House Королівство Кенсуке[83]
- 2001: Prix Sorcières (Франція): Королівство Кенсуке
- 2002: Nestlé Smarties Book Prize (бронзова нагорода): Останній вовк
- 2004: Дитяча книжкова премія Red House: Рядовий Пісфул[83]
- 2005: Премія Blue Peter "Книга року» Рядовий Пісфул
- 2005: Гемпширська книжкова премія Рядовий Пісфул
- 2008 Каліфорнійська медаль молодого читача : Рядовий Пісфул[84]
- 2011: Дитяча книжкова премія Red House Тінь[83]
- 2017: Дитяча книжкова премія Red House Орел у снігу[83]
- 2021 Дитяча літературна премія Chen Bochui (Китай) — найкращий автор

## Особисте життя
У 1963 році Морпурго одружився з Клер Лейн, старшою донькою сера Аллена Лейна, засновника Penguin Books. Вони познайомилися у 1962 році під час відпустки на Керкірі через вітчима Морпурго, який на той час був редактором Penguin. Лейн була вагітна їхньою першою дитиною, і Морпурго назвав це шлюбом по зальоту. Усі троє їхніх дітей названо на честь героїв Шекспіра.
У 2017 році у Морпурго діагностували рак гортані, і він пройшов променеву терапію, яка виявилась ефективною.

## Ферми для міських дітей
У 1976 році Морпурго з дружиною Клер заснували благодійну організацію «Ферми для міських дітей» головною метою якої було надання дітям з міських районів досвіду життя у сільській місцевості. Програма передбачає тиждень перебування дітей на сільській фермі, протягом якого вони беруть участь у роботі на подвір'ї. Першим президентом благодійної організації став близький друг і сусід подружжя Тед Г'юз.
Близько 85 000 дітей взяли участь у програмі з моменту її заснування, благодійна організація розширилась до трьох ферм: в Уельсі, Девоні та Глостерширі. Морпурго назвав благодійність своїм найбільшим досягненням у житті.

## Політичні погляди
У статті за січень 2014 року Морпурго заявив: «Коли ми починаємо відзначати сторіччя Першої світової війни, ми, безумовно, повинні вшановувати тих, хто загинув, і з вдячністю, але ми ніколи не повинні прославляти… Приходьте кожного листопада протягом наступних чотирьох років з червоними та білими маками, щоб вшанувати загиблих, для збереження нашої віри з ними, щоб зробити цей світ місцем, де свобода і мир можуть панувати разом».
У серпні 2014 року Морпурго був одним із 200 громадських діячів, які підписали лист до «Ґардіан», виступаючи проти незалежності Шотландії напередодні вересневого референдуму з цього питання.
На парламентських виборах 2015 року він був одним із кількох знаменитостей, які підтримали кандидатуру Керолайн Лукас від Зеленої партії.
У 2016 році він засудив плани уряду щодо розширення гімназій як такі, що викликають розбіжності та «дуже дурні».
Напередодні референдуму щодо членства Великої Британії Королівства в ЄС Морпурго висловив свою підтримку Європейському Союзу в інтерв'ю BBC і підтвердив думку в ефірі BBC Radio 4 «Точка зору» від 5 серпня 2018 року.

## Визнання
Морпурго та його дружина Клер отримали Орден Британської імперії у 1999 році за заслуги перед молоддю. У 2006 році він отримав звання офіцера Ордена Британської імперії за заслуги у літературі, у 2018 році отримав звання лицаря-бакалавра за заслуги в літературі та благодійності.
У 2012 році Морпурго отримав звання Почесного випускника Саффолкського університету.
17 липня 2013 року Морпурго став почесним доктором Університету Єпископа Гроссетеста. 12 липня 2017 року Ньюкаслський університет нагороджено почесним ступенем доктора літератури.
10 квітня 2015 року Морпурго став заступником лейтенанта Девона.
Морпурго також є президентом BookTrust, найбільшої у Великій Британії благодійної організації дитячого читання.

## Радіо- та телепередачі
- Винахід дитинства (2006) (з Г'ю Каннінгемом), BBC Radio 4[107]
- Звільніть наших дітей: лекція Річарда Дімблбі 2011 року. BBC One, 15 лютого 2011 року[108]
- Один на широкому широкому морі: BBC Radio 2, 7–10 серпня 2017 року

## Біографії
- Carey, Joanna (1999). Interview with Michael MorpurgISBN 978-0-7497-3866-2o. ISBN 978-0-7497-3866-2
- Fergusson, Maggie (2012). Michael Morpurgo: War Child to War Horse. ISBN 9780007387267ISBN 9780007387267
- Fox, Geoff (2004). Dear Mr Morpingo: Inside the World of Michael Morpurgo. ISBN 978-1-84046-607-2 ISBN 978-1-84046-607-2
- Fox, Geoff (2004). Dear Mr Morpingo: Inside the World of Michael Morpurgo. ISBN 978-0-431-17995-7 ISBN 978-0-431-17995-7